# Papperskorg

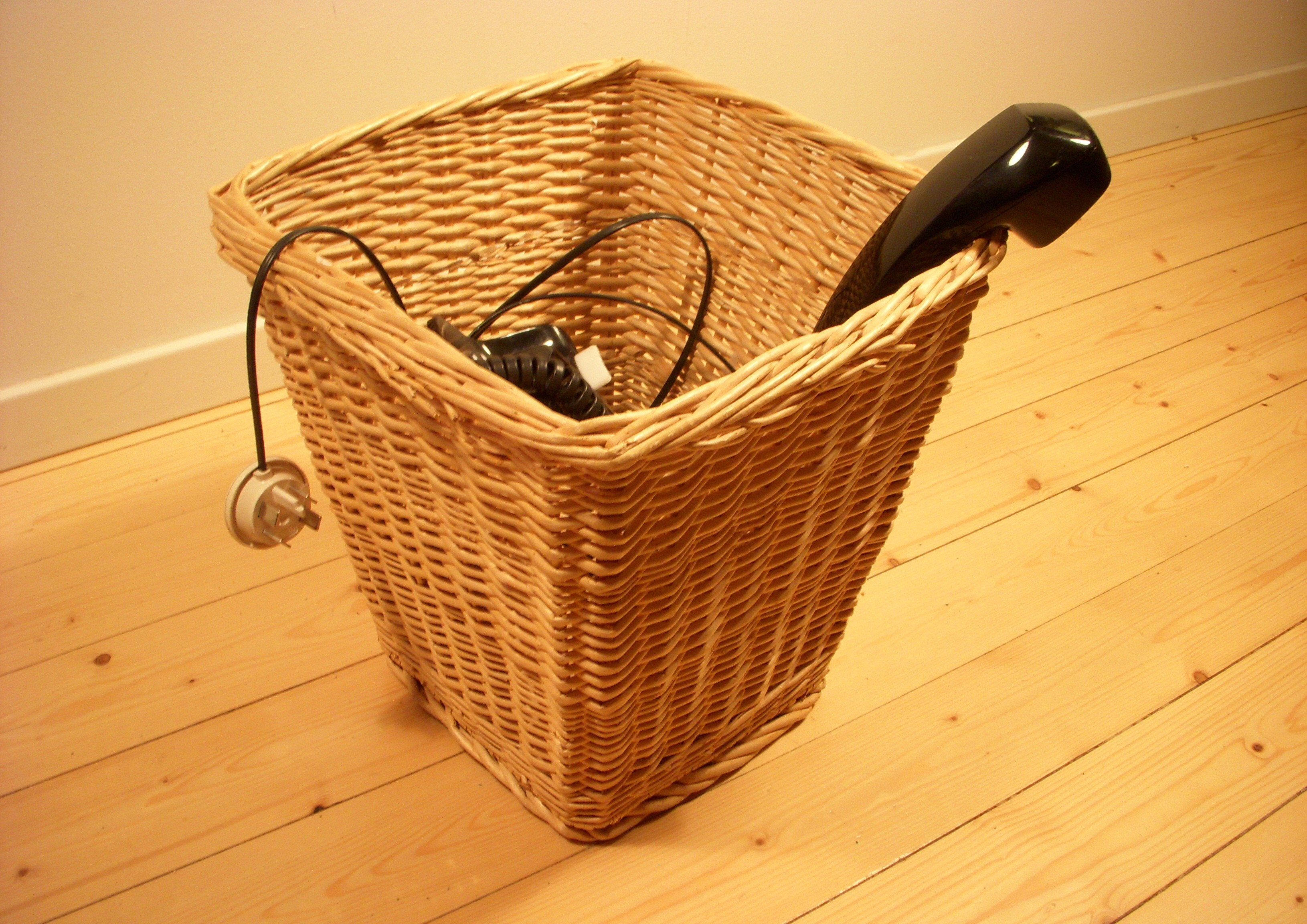
En papperskorg flätad som en korg.

Papperskorg är en behållare ("korg") att slänga avfall i för senare avfallshantering, exempelvis återvinning eller förbränning. De finns i olika former, färger och material.

## I hem och offentlig miljö
Papperskorgar finns ofta på ställen där avfall/skräp förekommer och är ofta placerade intill kiosker, gatukök och parkbänkar. Större städer tillhandahåller gärna offentliga papperskorgar i en för staden typisk form- och färgsättning, exempelvis ofta grön- och guldfärgad i London eller Stockholm. Andra städer vill uppmana sina medborgare att slänga skräpet i papperskorgen med skämtsamma texter, som i Hamburg: "Eimer für alle" (Hink för alla) som är en anspelning på "Einer für alle", alltså En för alla.
I hemmen finner man ofta papperskorgar under diskbänkar, i kontorsrum och badrum. Papperskorgen under diskbänken kan numera vara uppdelad i olika fack för sopsortering.

## I datorsammanhang
Begreppet "papperskorg" används i datorsammanhang för att illustrera vilka datafiler som är temporärt raderade. Filerna ligger i den så kallade Papperskorgen tills den töms, varvid innehållet raderas mer permanent. Papperskorgen syns vanligen som en ikon på det så kallade skrivbordet i operativsystemet.
Utöver detta använder operativsystemet OS X för Macintosh papperskorgen för att mata ut till exempel en CD eller DVD genom att man "släpper" den i papperskorgen. Samma sak fungerar med USB-minnen, externa hårddiskar och digitalkameror. Detta sker då utan att någon data raderas på den utmatade enheten.

## Bilder

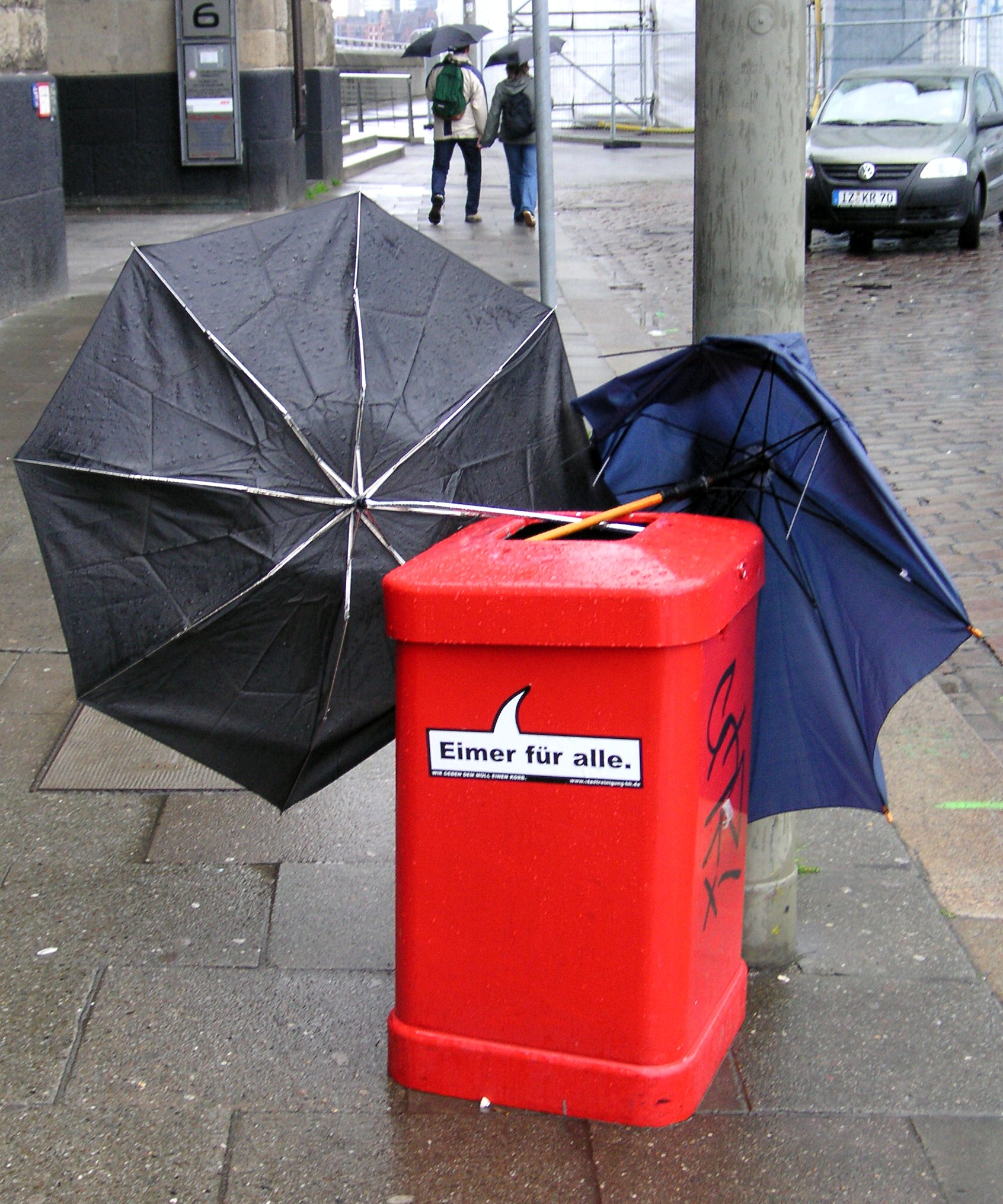
Hamburg.
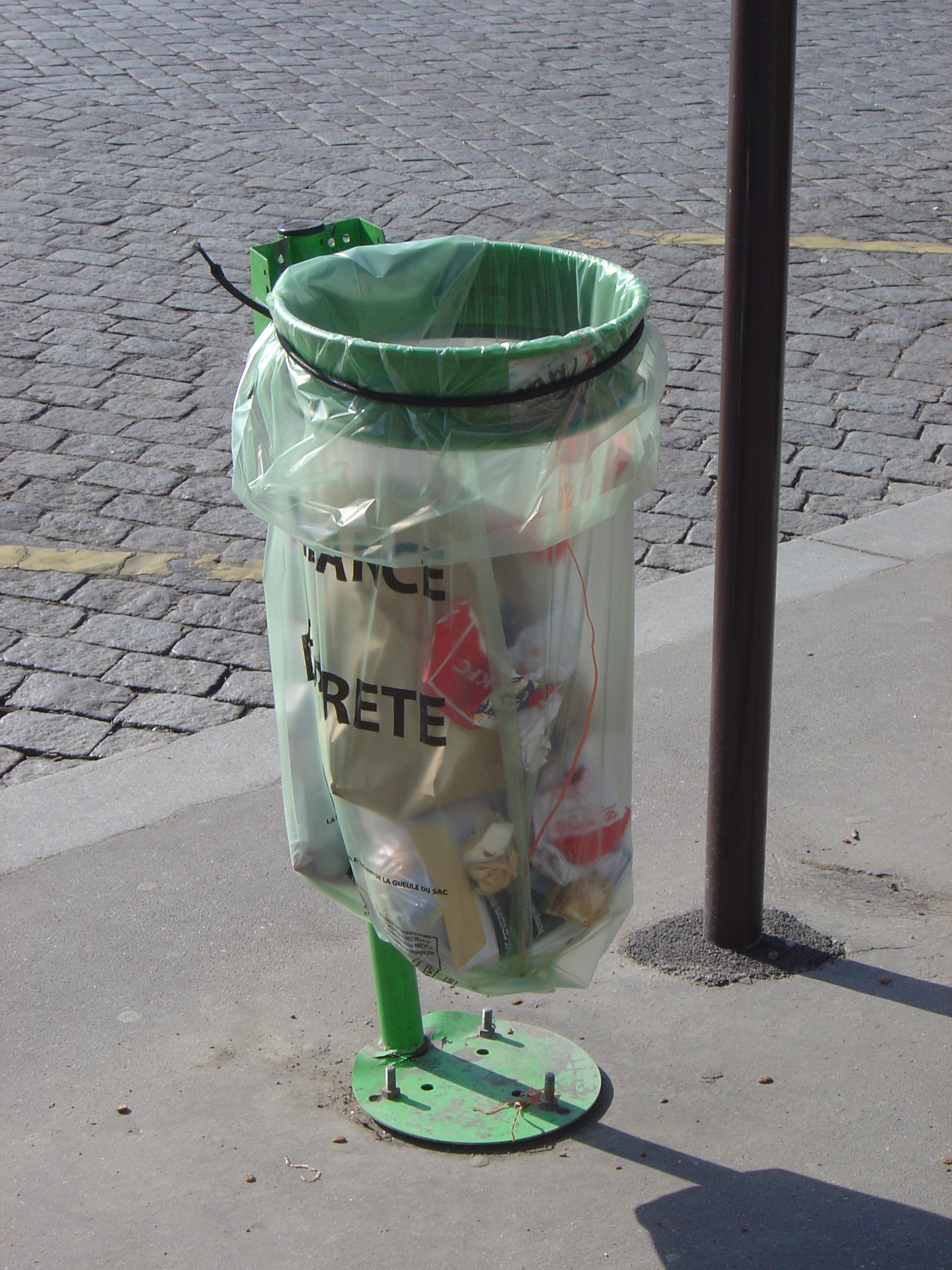
Paris.
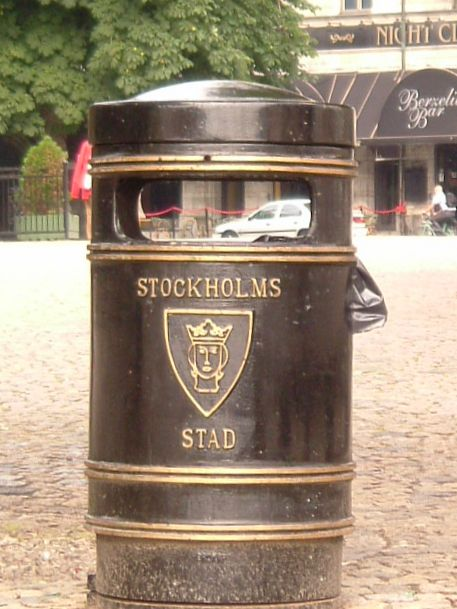
Stockholm.
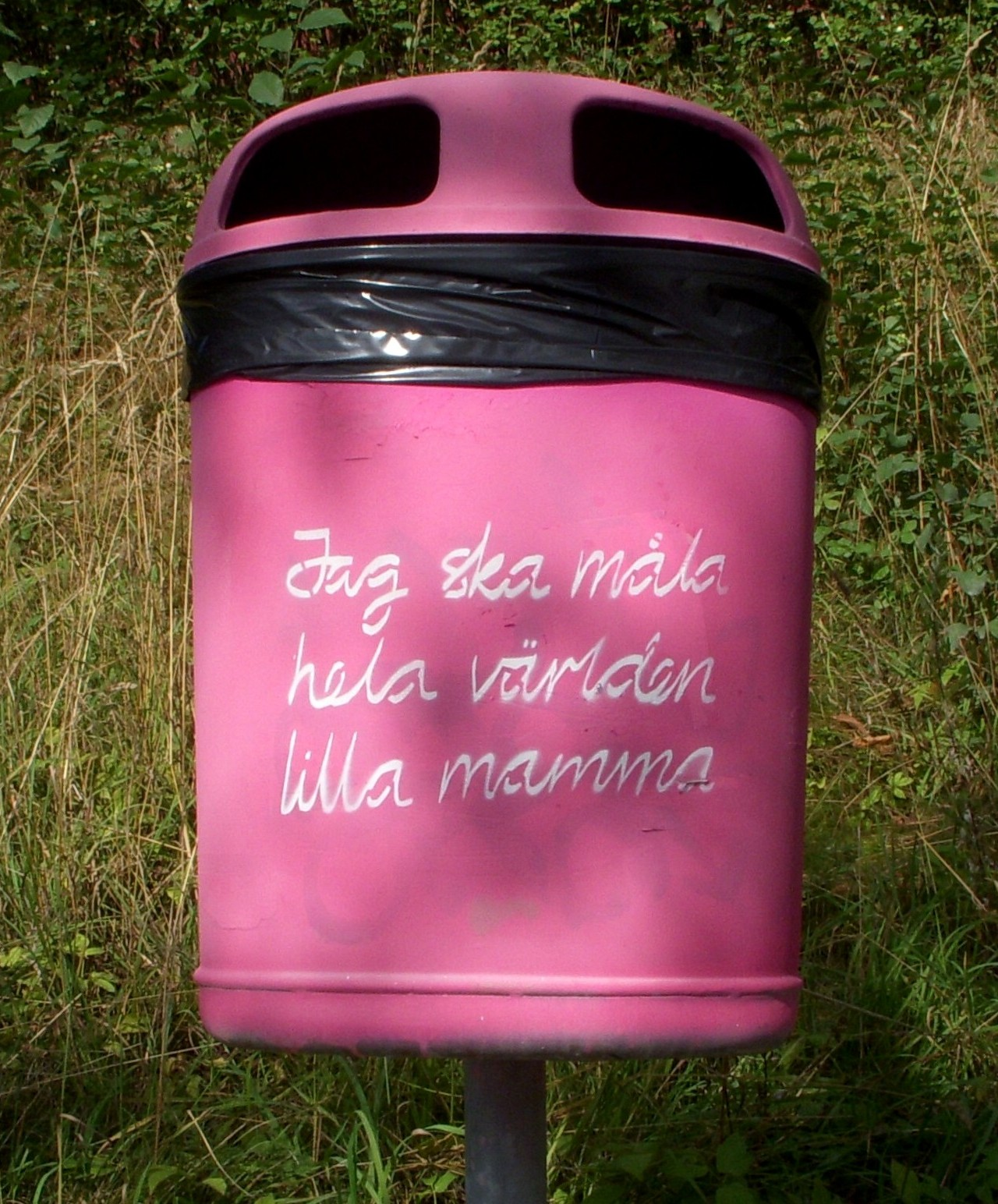
Stockholm.